# 米赞·拉赫曼·乔杜里
米赞·拉赫曼·乔杜里（英語：Mizanur Rahman Chowdhury，1928年10月19日—2006年2月2日），孟加拉国政治人物， 1986年7月9日至1988年3月27日期间曾任孟加拉国总理。

## 早年生涯
米赞·拉赫曼·乔杜里出生于坚德布尔县的昌迪普尔，父亲是穆罕默德·哈菲兹·乔杜里（Muhammad Hafiz Chowdhury）、母亲是马哈德·乔杜里（Mahmuda Chowdhury）。乔杜里1952年毕业于费尼学院政治专业。之后他在诺阿卡利县初级中学担任校长，并选入省公务员委员会委员，进入政界发展。不久他辞职，在坚德布尔县创建高中，并担任英语老师。

## 事业
1944年，乔杜里加入孟加拉穆斯林学生联盟，再次进入政界。1945年，他当选为学生联盟库米拉县分区主席。1946年，他担任穆斯林联盟志愿团指挥官，进而在1948年担任坚德布尔大学的坚德布尔穆斯林学生联盟的主席。1950年，当选费尼学院学生联盟秘书长。1952年，加入孟加拉语言运动。
1959年，他当选昌德普尔市政府副主席。1962年，首次入选巴基斯坦国会议员。1964年12月，因被指控违反《巴基斯坦公共安全条例》，乔杜里被逮捕。1965年，他被释放后参加巴基斯坦国家议会大选，再次当选议员 。1966年，他临时代理东巴基斯坦人民联盟总书记。1966年6月22日，他因主张东巴自治，违反《巴基斯坦防卫条例》（Defense of Pakistan Rules）而再次被捕。1967年被最高法院释放。1969年，他参与组织了大起义日。
1971年，他站在支持独立派一方，参与了孟加拉国独立战争。他与阿卜杜勒·马利克·乌基尔等人一道，在阿加尔塔拉组织人民联盟。1972年孟加拉国建国后，他担任首任新闻和广播部长。1973年4月至6月，他担任救济和安置部长。1974年9月，他率孟加拉国代表团出席在斯里兰卡举行的英联邦议会联盟第二十次全体会议。1975年6月，因反对谢赫·穆吉布·拉赫曼专政制度而被解职。1978年8月，他退出人民联盟。并于同年11月，另立人民联盟（米赞派）当并选主席。1981年8月，再次当选主席。1983年11月，在艾尔沙德支持下，他率领的米赞派与民族主义党（胡达·乔杜里派）、民主联盟（沙·莫扎姆·侯赛因派）联合组建人民党。1984年，任新成立的孟加拉国人民党第一任副主席，不久任代理主席和总书记职务。1985年8月，随人民党加入民族阵线，同年出任邮电和通信部部长。1986年7月，出任总理，同年10月兼任邮电和通信部长。1988年3月27日，他被解除总理职务。1988年，他再次入选国民议会议员，1991年连任。1991年1月1日民族党中央执委会上被选为代主席。1991年4月21日，他被警方以“涉嫌贪污”罪拘捕，8月2日保释出狱。2001年，他再次返回人民联盟，并至去世。

## 去世
2006年2月，他在达卡去世。

## 延伸阅读
- . UPI. 21 April 1991  [2019-11-01]. （原始内容存档于2019-11-01）.
- . European Country of Origin Information Network. Immigration and Refugee Board of Canada. 27 April 1992.[]
- . bdnews24.com. 1 February 2006  [2019-11-01]. （原始内容存档于2019-11-01）.
- Rahman, Syedur. . Scarecrow Press. 2010: 71  [2019-11-01]. ISBN 978-0-8108-7453-4. （原始内容存档于2017-02-15）.

| 官衔                      | 官衔                   | 官衔                     |
| ------------------------- | ---------------------- | ------------------------ |
| 前任者： 阿塔尔·拉赫曼·汗 | 孟加拉国总理 1986–1988 | 繼任者： 穆杜德·艾哈迈德 |